# Сульфат карбонатотетраамминкобальта(III)
Сульфат карбонатотетраамминкобальта(III) — неорганическое соединение,
комплексный аммин соли металла кобальта, угольной и серной кислот с формулой [Co(NH3)4(CO3)]2SO4,
растворяется в воде,
образует кристаллогидраты — красные кристаллы.

## Получение
- К раствору сульфата кобальта(II) добавляют растворы карбоната аммония и аммиака, а затем пропускают ток воздуха:

{\displaystyle {\mathsf {4CoSO_{4}+4(NH_{4})_{2}CO_{3}+12NH_{3}\cdot H_{2}O+O_{2}\ {\xrightarrow {}}\ }}}
{\displaystyle {\mathsf {\ {\xrightarrow {}}\ 2[Co(NH_{3})_{4}(CO_{3})]_{2}SO_{4}+2(NH_{4})_{2}SO_{4}+14H_{2}O}}}

## Физические свойства
Сульфат карбонатотетраамминкобальта(III) образует 
кристаллогидрат состава [Co(NH3)4(CO3)]2SO4•3H2O — красные кристаллы
моноклинной сингонии,
пространственная группа P m,
параметры ячейки a = 1,180 нм, b = 1,060 нм, c = 0,742 нм, β = 98,65°, Z = 2.
Растворяется в воде. Водные растворы разлагаются на свету.

## Химические свойства
- В слабо подкисленных растворах гидролизуется с образованием сульфата диакватетраамминкобальта(III):

{\displaystyle {\mathsf {[Co(NH_{3})_{4}(CO_{3})]_{2}SO_{4}+2H_{2}SO_{4}\ {\xrightarrow {}}\ [Co(NH_{3})_{4}(H_{2}O)_{2}]_{2}(SO_{4})_{3}+2CO_{2}\uparrow }}}